# Carl Wilhelmson

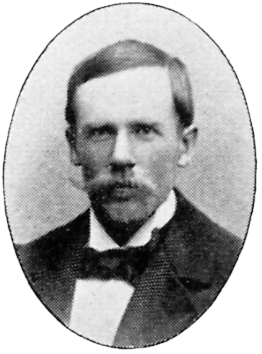
Carl Wilhelm Wilhelmson

Carl Wilhelm Wilhelmson (* 12. November 1866 in Fiskebäckskil bei Göteborg; † 24. September 1928 in Göteborg) war ein schwedischer Maler.
Er war darüber hinaus Professor an der Königlichen Kunstakademie Stockholm und hatte auch eine eigene Kunstschule.

## Leben

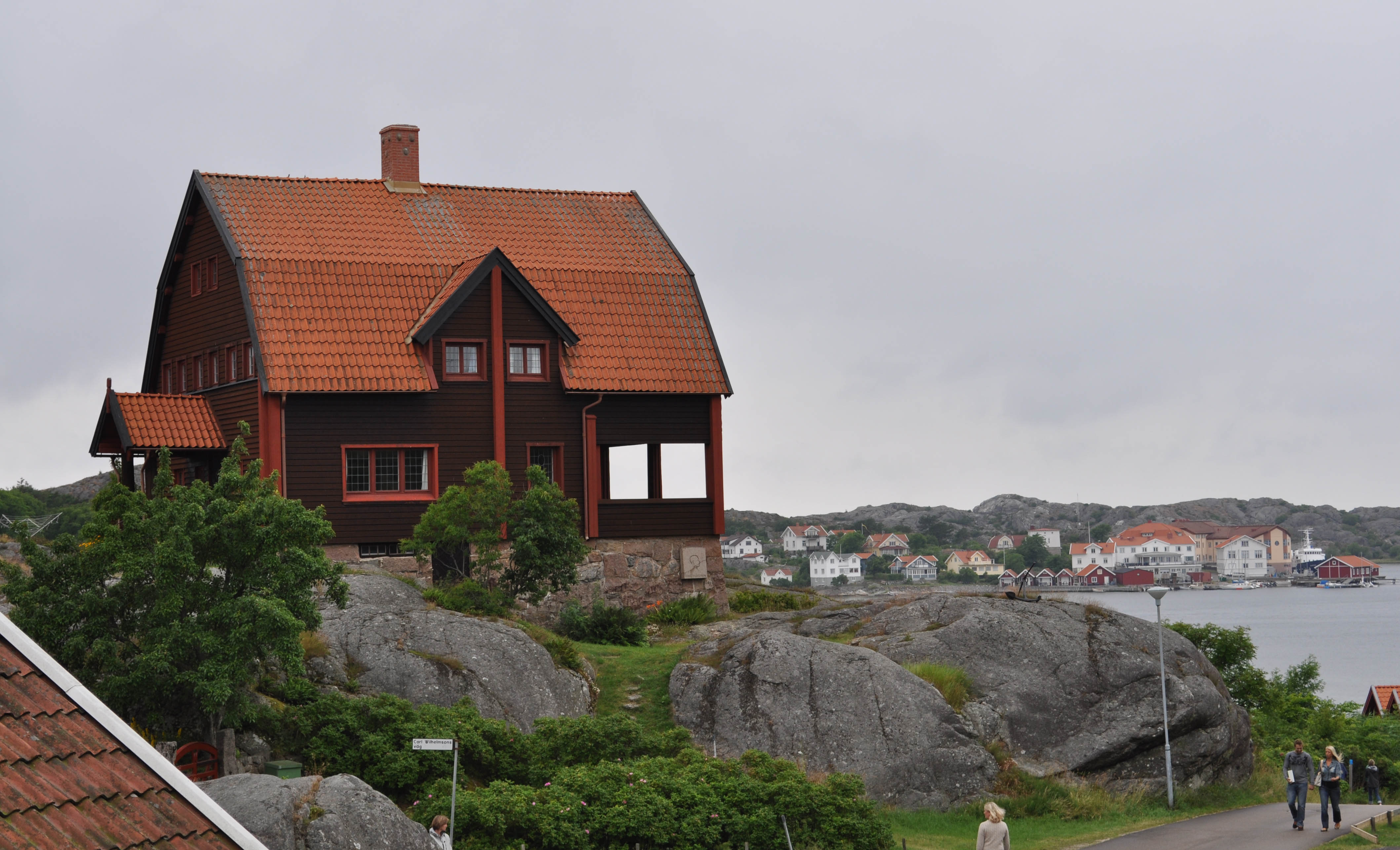
Carl Wilhelmsons Atelier in Fiskebäckskil

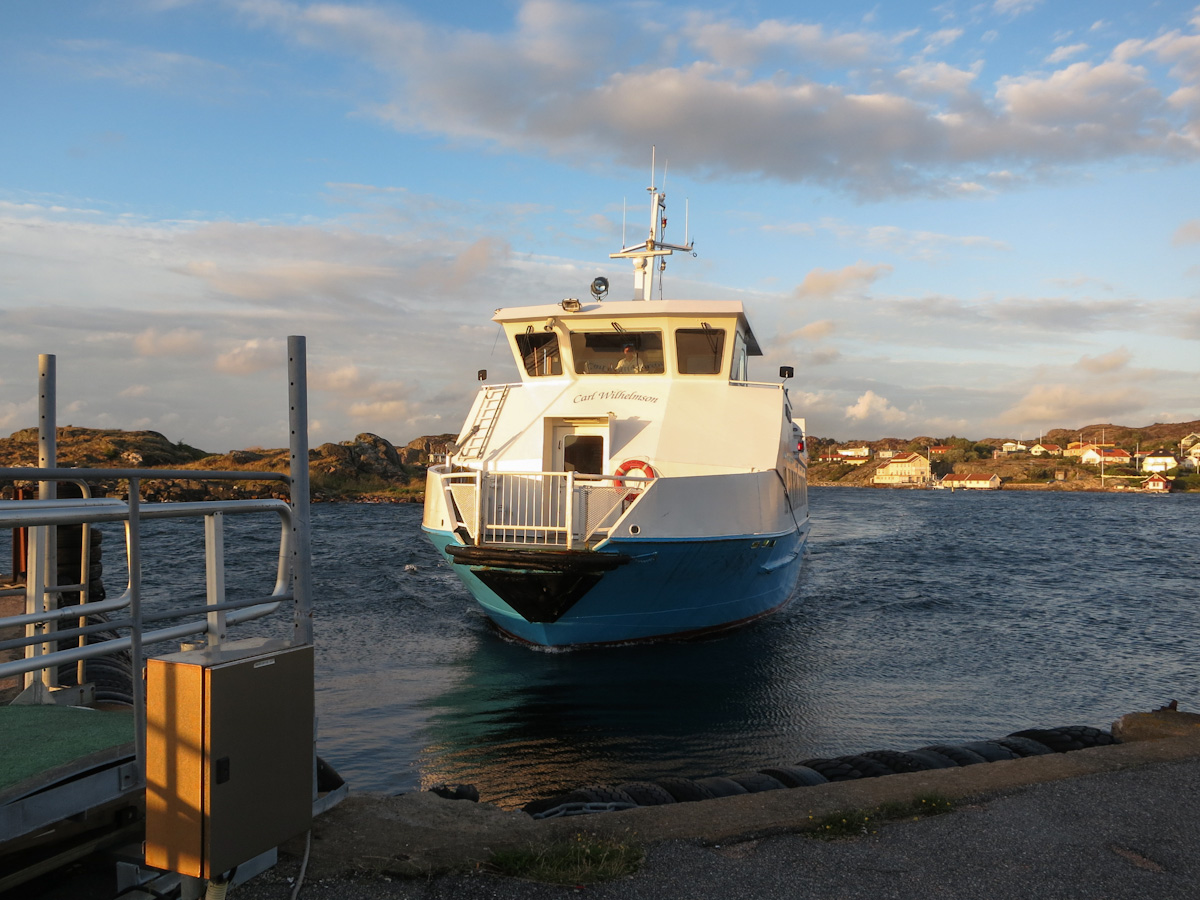
Fähre „Carl Wilhelmson“ in Fiskebäckskil

Carl war der Sohn eines Seemanns. Im Alter von 14 Jahren kam er nach Göteborg, wo er an der Zeichner- und Malerschule des städtischen Museums studierte, die unter anderem von Carl Larsson geleitet wurde, und nebenher als Lithograf arbeitete. 1889 zog Carl Wilhelmson nach Paris, wo er sieben Jahre blieb. Dort verdiente er Geld als technischer Zeichner und setzte seine Kunststudien fort. Zu seinen Motiven zählten Studien der Bretagne, biblische Stoffe und Ansichten seiner Heimat, die er zwischenzeitlich besuchte.
Im Pariser Salon stellte Carl 1893 I kyrkan, 1894 Jesus före sin predikan und 1895 Fiskarkvinnor bindande nät aus, was ihm jeweils ein mention honorable einbrachte. 1896 zog Wilhelmson zurück nach Schweden, wo er von 1897 bis 1910 die Technik- und Malerschule in Göteborg leitete. 1912 siedelte Wilhelmson nach Stockholm über.

## Wilhelmsons Kunstschaffen

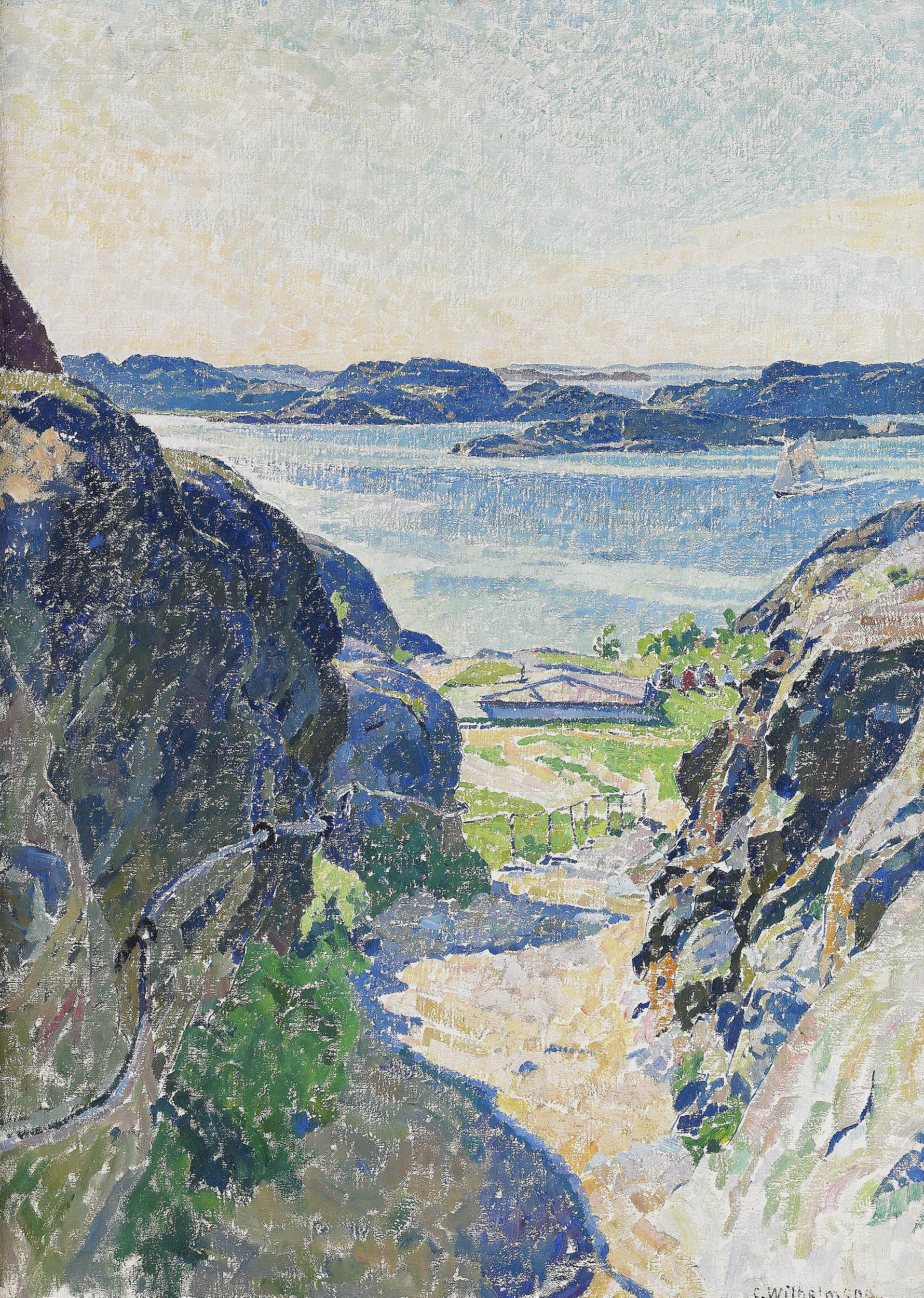
Brunnsvägen, Fiskebäckskil

Carls Gemälde sind hauptsächlich mit seiner Heimat, Bohuslän, verbunden.
Das Nordisk familjebok beschreibt ihn als: „ernsthaft und kraftvoll in Auffassen und Behandlung, seine Typen sind ehrlich und gut studiert mit größter Unmittelbarkeit und Schärfe in der Charakteristik. Das Szenario ist sorgfältig ausgearbeitet, entweder schildert er sorgfältig eine Ausstattung oder er lässt die bunten Hütten einer Fischersiedlung im Sonnenschein den farbenfrohen Hintergrund bilden, zu dunklen, ernsthaften und stillen Figuren. In mehreren Gemälden hat er eine recht dekorative Haltung erreicht, die sein früheres trübes und weniger gefühlvolles Kolorit ersetzten, so dass sein Stil an Bedeutung, Festheit und Glanz gewann.“
Längere Zeit malte Wilhelmson ausschließlich schwedische Motive. Dabei entstanden viele kleinere Ölgemälde und Aquarelle mit Ansichten des Hafens von Göteborg, des westschwedischen Schärenhofs, sowie andere Landschaften und Personenstudien. In dieser Periode entstanden auch zwei Fresken in der Stadtbibliothek und einer Volksschule von Göteborg sowie ein Wandgemälde im Stockholmer Posthaus (Lastarbeiten bei Skeppsbron, 1907).
Von einer Reise nach Spanien, die Carl 1910 unternahm, stammen Studien von Volksgruppen und Stadtansichten. In Skandinavien besuchte Wilhelmson Lappland, die Umgebung von Uppsala und die Lofoten in Norwegen, was sich in einigen Bildern niederschlug.

## Werke (Auswahl)
- Väntan och Trött (Warten und müde, des Künstlers Mutter auf einem Stuhl, 1898)
- Juniafton (Juniabend, ein Geigespielender Bauernkünstler mit seinen Zuhörern, 1902)
- Flicka i blått (Mädchen in blau, 1904)
- På berget (Eine Gruppe Fischer, die still von ihrem Aussichtspunkt auf einem Berg zum Meer blickt, 1907)
- Grufarbete (Motiv von Kiruna, 1907)
- Kyrkfolk i båt (Kirchenvolk im Boot, schwedisches Nationalmuseum, 1909)
- Sommar (Kleine Mädchen spielen am Strand eines Fjord, 1911)
- Knut Kjellberg (Porträt, Professor in Uppsala, 1916)
- Vid brunnen (Am Brunnen, Volkstrachten aus Carls Heimatort Fiskebäckskil, 1917)